# National Highway 25
National Highway 25 (NH 25) ist eine Hauptfernstraße im Norden des Staates Indien mit einer Länge von 352 Kilometern. Sie beginnt im Bundesstaat Uttar Pradesh in dessen Hauptstadt Lucknow und führt nach 270 km durch diesen Bundesstaat weitere 82 km durch den benachbarten Bundesstaat Madhya Pradesh nach Shivpuri an den NH 3. Der NH 25 verläuft über Kanpur und Jhansi.